# 陳永康 (軍人)
陳永康（1951年4月20日—），中華民國海軍二級上將（退役）、國際政治學者、國畫家，籍貫廣東省，生於臺北市大安區，現居於新北市三峽區，現任中國國民黨籍全國不分區立法委員、臺灣民主基金會顧問、黃復興工作委員會主任委員、對外關係協會資深顧問、亞太政策研究協會理事，曾任國防部副部長、海軍司令、國防大學校長、副參謀總長、總統府戰略顧問等職。陳永康為駐外武官出身，為中華民國國軍留美將領之一，熟稔國際外交事務、國防採購、戰力評估、建軍規劃及軍事教育，是海軍少見的「學者型將領」。立場主張親美，深受藍綠雙方重用，也是國艦國造最關鍵的規劃人。

## 經歷

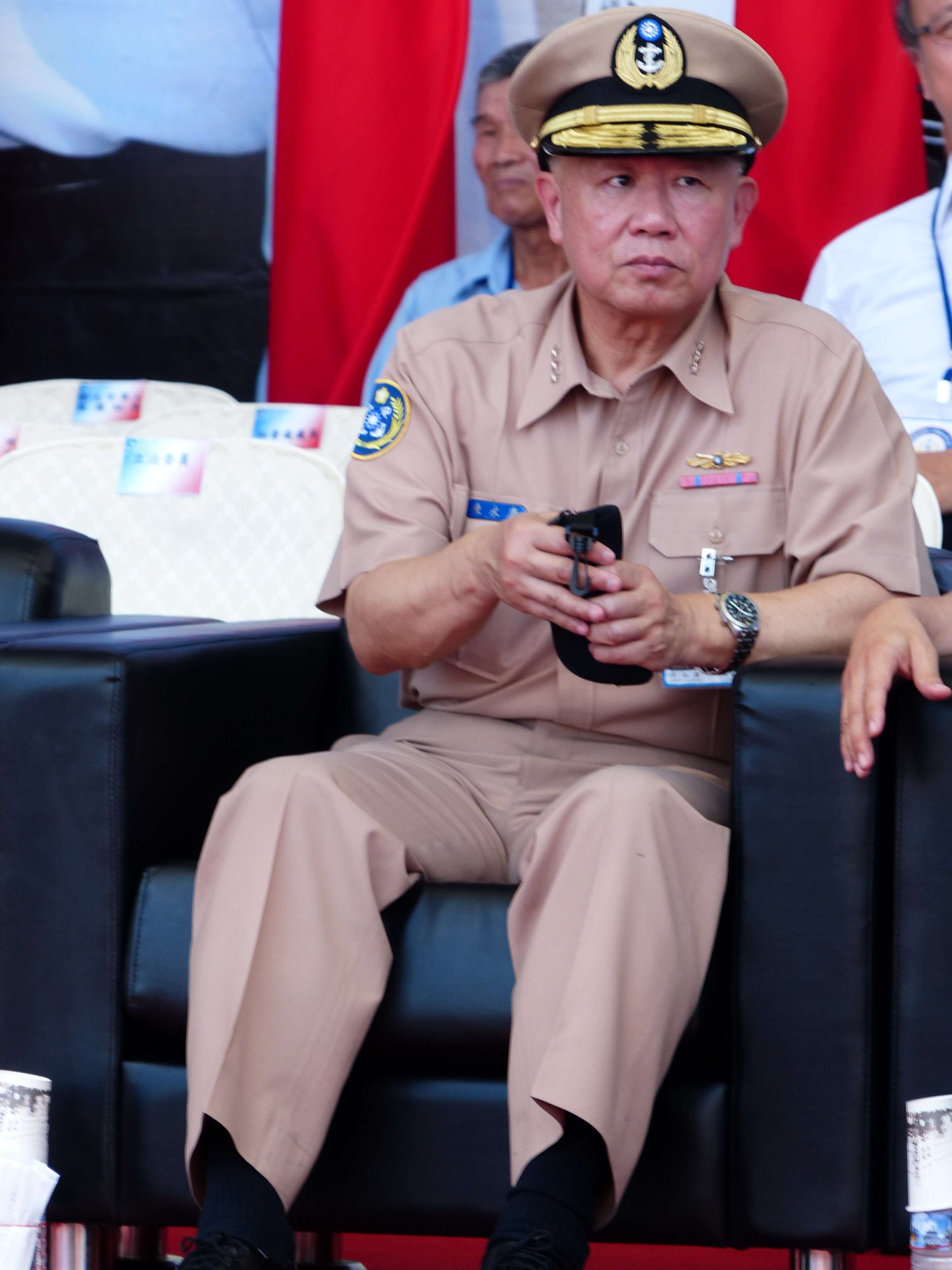
海軍司令二級上將陳永康

### 軍事經歷
陳永康畢業於美國海軍戰爭學院，畢業後擔任駐美武官、國防部軍事代表團團長。返台後歷任國防部長李傑辦公室主任、海軍副司令、參謀長、國防大學校長、副參謀總長等職，2013年8月擔任海軍司令，並在任內大力推動潛艦國造、震海計畫、中東軍事外交、海軍內部改革並多次訪美。2015年退伍轉任國防部軍政副部長，2016年5月19日卸任。

### 民間經歷
2016年蔡英文執政後，陳永康轉任國家中山科學研究院董事，並擔任國防安全研究院戰略諮委、對外關係協會資深顧問、亞太政策研究協會理事、政治大學國際關係研究中心臺灣安全研究中心諮委、中原大學兼任客座教授，在民間進行兵棋推演。

### 立法委員
2023年，獲中國國民黨提名列入2024年立法委員選舉不分區立法委員第八名，成為國民黨立委候選人，並成功當選。

## 觀點

### 海軍

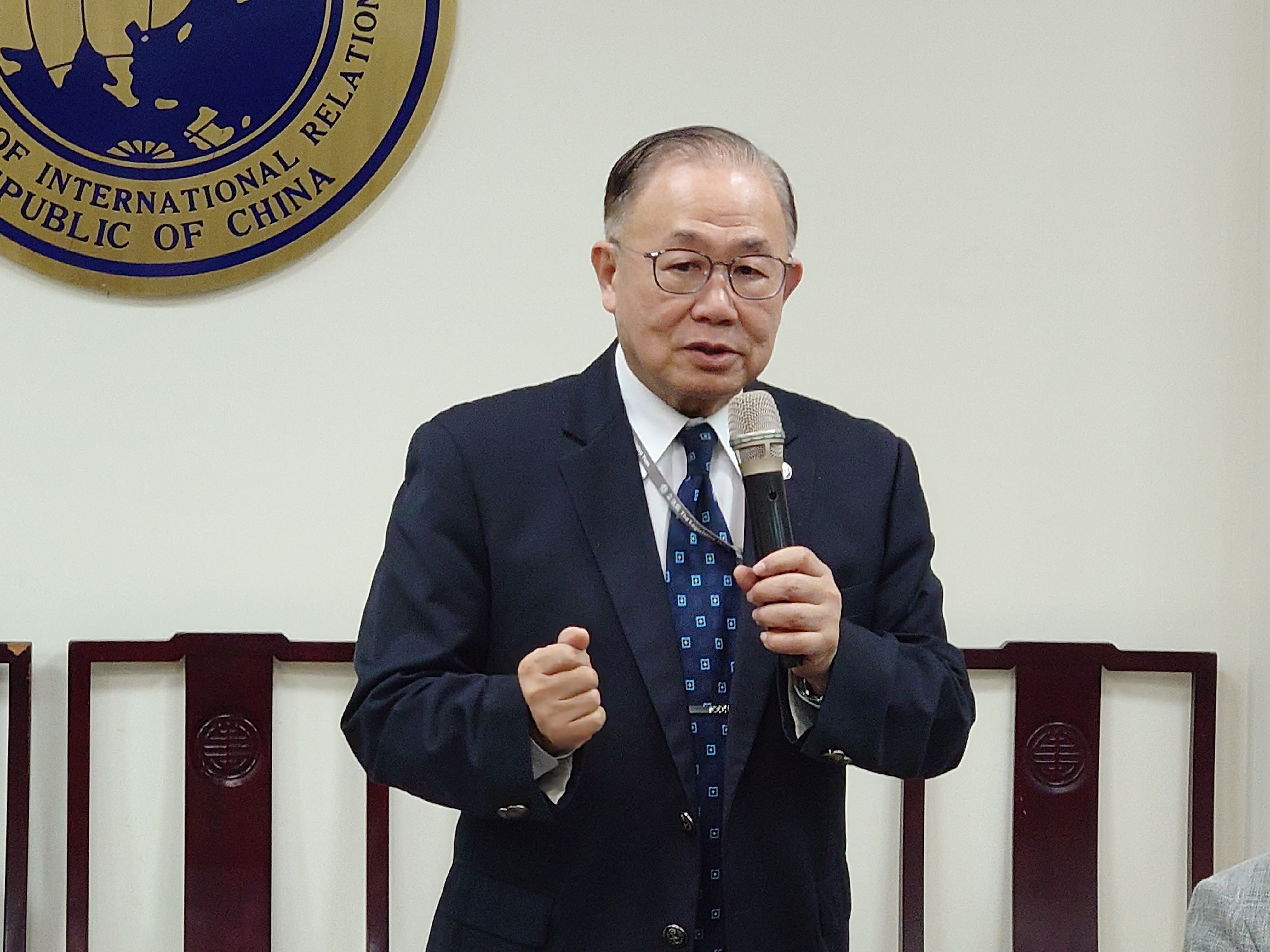
陳永康於政大國關中心演講

曾於1999年12月至2003年1月間擔任駐美代表處軍事協調組少將組長（武官），亦曾接受美國海軍學會月刊《Proceedings》採訪並向美軍介紹中華民國海軍，陳永康在文章中提及，中華民國海軍正在經歷「復興」（renaissance）階段，建軍將秉持「3A」原則，3A指的是：「合理預算」（affordable）、「符合效益」（applicable）、「國人信賴」（accountable），並承擔2S及2P任務，2S指的是：「捍衛（safeguard）主權」、「擱置（shelve）爭議」，2P指的是：「追求（pursue）和平互惠」、「主張（promote）共同開發」而聞名華府與國內外軍政界，同時是在任內提出中華民國海軍邁向藍水海軍戰略的第一人。

### 潛艦國造
2024年12月，對於潛艦國造相關預算，陳永康連署民眾黨立法委員林憶君提案凍結50%第三階段後續艦籌建首年20億預算。

## 論文
- 陳永康（1982）。砲火防禦系統簡介。《三軍聯合月刊》，20(2)，52-53。
- 陳永康（1982）。造艦革新的構想。《海軍學術月刊》，16(3)，57-61。
- 陳永康（1982）。魚叉飛彈簡介。《海軍學術月刊》，16(4)，70-71。
- 陳永康（1982）。英艦雪菲德號被毀之研究。《海軍學術月刊》，16(8)，21-32。
- 陳永康（1982）。海狼飛彈系統簡介。《海軍學術月刊》，16(12)，47-51。
- 陳永康（1983）。企鵝飛彈簡介。《海軍學術月刊》，17(1)，65-67。
- 陳永康（1983）。英國官方對南大西洋作戰的報告與檢討。《海軍學術月刊》，17(4)，12-17。
- 陳永康（1984）。海狼飛彈。《尖端科技》，4，18-25。
- 陳永康（1984）。光榮級導向飛彈巡洋艦。《尖端科技》，5，74-83。
- 陳永康（1984）。Mi-24武裝突擊直升機。《尖端科技》，6，54-62。
- 陳永康（1991）。對波斯灣戰爭之體認。《海軍學術月刊》，25(6)，9-18。
- 陳永康、傅旭昇（1993）。韓國海軍驅逐艦汰換計畫研析。《海軍學術月刊》，27(12)，29-38。
- 陳永康、傅旭昇（1994）。近海作戰對美海軍防空與反潛影響之研析。《海軍學術月刊》，28(4)，49-61。
- 陳永康、林育斌（1994）。日本金剛級神盾驅逐艦發展概要。《海軍學術月刊》，28(10)，35-42。
- 陳永康、傅旭昇 （页面存档备份，存于）（1995）。美海軍SQQ-89反潛作戰系統功能研析。《海軍學術月刊》，29(7)，53-66。
- 陳永康、翟文中 （页面存档备份，存于）（1997）。釣魚臺主權爭議之研究。《海軍學術月刊》，31(1)，19-28。
- 陳永康、徐思淳（1997）。戰區「戰術」彈道飛彈防禦（TMD）與海軍。《海軍學術月刊》，31(8)，30-41。
- 陳永康、翟文中（1997）。兵力結構相關議題之研究。《海軍學術月刊》，31(12)，13-32。
- 陳永康、翟文中（1997）。中共海軍戰略演進之研究。《中國大陸研究》，40(9)，7-20。
- 陳永康、翟文中（1998）。未來戰爭形態之探討。《尖端科技》，163，100-109。
- 陳永康、翟文中（1998）。美國中共戰略夥伴關係對我國國防安全之影響。《問題與研究》，37(2)，1-20。
- 陳永康（1998）。明日之美國海軍艦隊。《海軍學術月刊》，32(4)，24-30。
- 陳永康、翟文中（1999）。中共海軍現代化對亞太安全之影響。《中國大陸研究》，42(7)，1-25。
- 陳永康、翟文中（1999）。軍事革命概論。《海軍學術月刊》，33(1)，10-19。
- 陳永康、翟文中（1999）。海軍在國家海洋政策中角色之研究。《海軍學術月刊》，33(3)，4-16。
- 陳永康、翟文中（2000）。中共海軍未來發展之研究。《海軍學術月刊》，34(11)，4-21。
- 陳永康、翟文中（2000）。論走向遠洋的中共海軍。《中共研究》，34(12)，99-108。
- Chen, Richard Y. K. (2015). The Commanders Respond: Republic of China Navy. Proceedings, 141/3/1345.
- 陳永康（2016）。「國防自主」的希望與挑戰。《海洋及水下科技季刊》，26(3)，4-7。

## 專書
- 陳永康譯（1992）。《英國海軍與福島戰爭》（The Royal Navy and the Falklands War）。臺北：海軍學術月刊社。
- 陳永康譯（1996）。《蘇聯海洋戰略》（The Sea in Soviet Strategy）。臺北：海軍學術月刊社。
- 陳永康譯（1996）。《二十一世紀之海權》（Seapower: A Guide for the Twenty-First Century - 1st Edition）。臺北：海軍學術月刊社。
- 陳永康、劉復國（2023）。《2023TTX區域安全兵推報告》。臺北：國立政治大學臺灣安全研究中心。
- 陳永康、劉復國（2024）。《2024TTX區域安全兵推報告》。臺北：國立政治大學臺灣安全研究中心。

## 爭議

### 《離島建設條例》爭議
2024年2月，中國以在金門翻覆的「三無船」為由，否認等於台灣領海的「禁限制水域」。中國國民黨立委陳永康也提案修法，主張金馬水域執法事項，應由海委會、陸委會與中國協議，遭批評「矮化金馬主權」、自行讓步讓中國侵門踏戶。